# Quercy (croiseur auxiliaire)
Le Quercy est un cargo bananier français qui servit comme croiseur auxiliaire pendant la Seconde Guerre mondiale.
Cargo de la série Barfleur et Maurienne, il est commandé par l'armement norvégien Harry Borthen à la compagnie Burmeister & Wain puis racheté sur cale par la Compagnie d'armement maritime. Il est livré en 1938, puis transféré avec toute la flotte de bananiers à la Compagnie générale transatlantique en mars 1939. Prévu en 1938 comme croiseur auxiliaire sous le numéro X 20, Il est réquisitionné le 13 octobre 1939 et prend le numéro X 21. Il est rendu à la Compagnie générale transatlantique en janvier 1947 et reprend son service sur les Antilles en mai 1948. Il est revendu en décembre 1955 à Volusia Steamhip Co et renommé Artic Reefer. En mars 1965, il s'échoue sur l'une des îles de l'archipel de San Andrés, Providencia et Santa Catalina au large du canal de Panama, il est remorqué jusqu'à un chantier naval en Alabama où il est détruit par un incendie en août 1965.

## Caractéristiques
- Longueur en mètres : 96,01
- Largeur en mètres : 13,87
- Jauge brute, en tonneaux : 3 043
- Port en lourd, en tonnes : 2 571
- Type de moteur : moteur Diesel Burmeister&Wain 2 temps simple effet, 9 cylindres
- Type du propulseur : 1 hélice
- Puissance du moteur, en chevaux : 3 000
- Vitesse en service : 13 nœuds

## Armements en croiseur auxiliaire

### Chantiers de Penhoët, 1939
Du 5 septembre au 18 octobre 1939, les chantiers de Penhoët, installent 7 canons de 138 modèle 1927, 2 canons de 75, 2 canons de 37, 4 mitrailleuses doubles Hotchkiss de 13,2 mm, 2 télémètres, 2 postes d'équipage et un poste de seconds maîtres. Sous le commandement du capitaine de frégate M. Noël, le personnel est composé de 13 officiers et de 177 hommes. Cet équipement est déposé en octobre 1940. Après son retour à la Marine marchande, le Quercy navigue en Méditerranée.

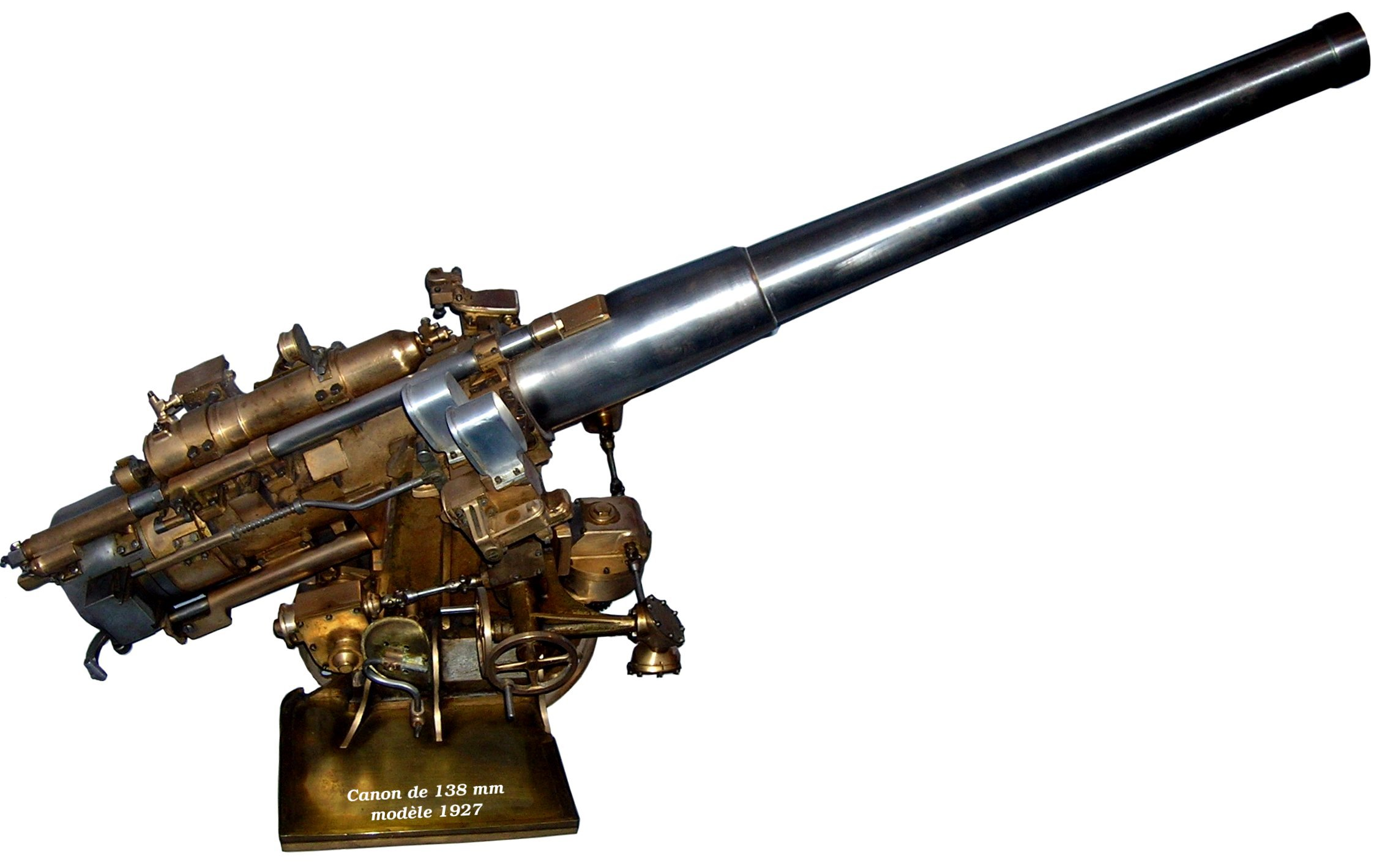
Canon de 138 mm, modèle 1927
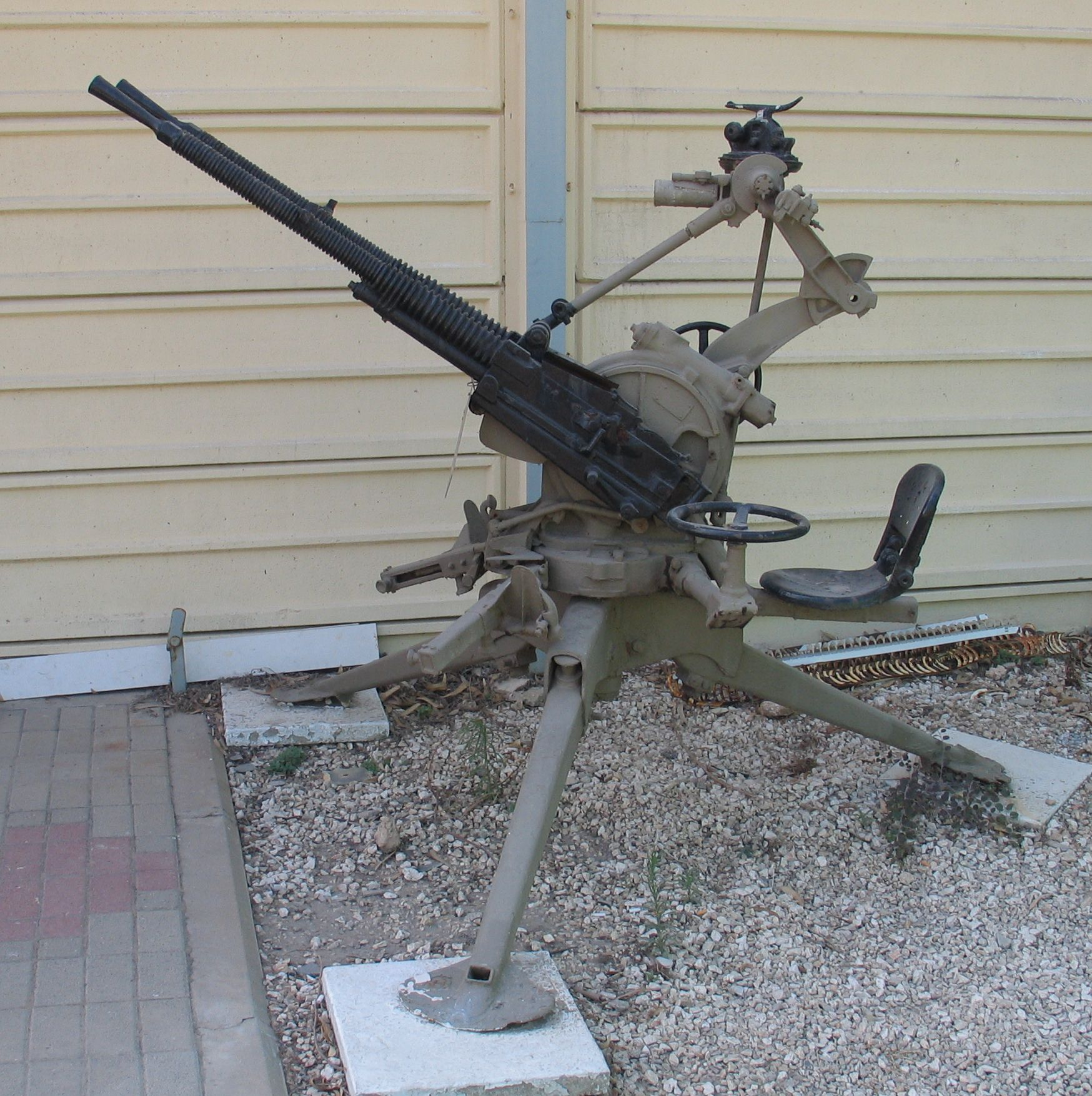
Mitrailleuse double de 13,2 mm

### Chantiers de La Ciotat, 1941
En octobre 1941, aux chantiers de La Ciotat, le Quercy est réarmé en croiseur auxiliaire. Son artillerie est limitée à trois canons de 138, deux canons de 37 et deux mitrailleuses doubles de 13,2 mm. L'effectif total est de 120 hommes.

#### Chronologie des modifications ultérieures

##### Dakar, 1943
En janvier 1943 à Dakar, deux canons de 138 sont enlevés. Des grenades sous-marines sont installées. L'équipage, dont la moitié des canonniers a été débarquée, est logé dans le seul poste arrière. Le poste et la cale avant, sont ainsi utilisables pour le transport de personnel. Quatre grands radeaux en bois sont installés en position de mise à l'eau rapide. Le Quercy, devient le transport armé X 1.

##### Sidi-Abdallah, 1943
De décembre 1943 à mars 1944, le Quercy passe en grand carénage à Sidi-Abdallah, au fond du golfe de Bizerte ; la machine y est entièrement révisée ; les mitrailleuses de 13,2 mm sont remplacées par des canons Oerlikon de 20 mm.

##### Portsmouth, 1944
En avril 1944, à Portsmouth, le Quercy reçoit une démagnétisation permanente. Il est doté de grands filets d'abordage et de nouveaux équipements radio.

##### Toulon, 1944
En octobre 1944, à Toulon, le Quercy est équipé d'un radar de veille américain.

##### Désarmement, 1947
L'armement militaire est déposé et le Quercy est rendu à la Compagnie générale transatlantique le 21 janvier 1947,.

## Carrière

### Période 1939-1940
L'Amirauté britannique a demandé le concours de sous-marins français pour l'escorte des convois d'Amérique. La 2e division de sous-marins composée de quatre unités est désignée. Elle fera route avec le Quercy. L'ensemble appareille de Brest le 14 novembre 1939 à 17 heures et arrive à Halifax en Nouvelle-Écosse, le 25 au matin. Le Quercy patrouille alors dans la zone Caraïbe ; il effectue de nombreux arraisonnements et des visites de bâtiments. En décembre, il conduit l'amiral Robert, Haut Commissaire aux Antilles et Guyane françaises à Cayenne, où il séjourne du 24 au 27, puis le ramène à Fort-de-France le 30 après une courte escale à la Barbade. Après un séjour à Dakar pour réparations du 12 février au 8 mai 1940, le Quercy rejoint Fort-de-France, pour transporter des personnalités à Paramaribo, Cayenne et Saint-Laurent-du-Maroni. Après l'armistice du 22 juin, le Quercy est immobilisé à Fort-de-France, comme le porte-avions Béarn, les croiseurs Émile Bertin et Jeanne d'Arc, le croiseur auxiliaire Barfleur et de nombreux bâtiments de commerce.
Le 3 juillet au soir, le croiseur anglais Fiji, mouillé sur rade, appareille soudain. En même temps parvient la nouvelle de l'agression de Mers-el-Kébir. Le Quercy, amarré au quai des Tourelles reçoit à 18 h 45 l'ordre d'appareiller et d'aller mouiller en grande garde sur rade. Il appareille à 19 h 5 et mouille en rade des Flamands. À 5 h 50 le 4 juillet, les croiseurs Fiji et Dunedin sont en vue. À 9 h 20, le Fiji, tourelles pointées se rapproche à 12 000 mètres. Les pièces du Quercy sont pointées et prêtes à ouvrir le feu. Une alerte a lieu encore le 11 juillet. Cette fois, le Fiji s'approche à 7 000 mètres et les deux artilleries sont mutuellement pointées l'une sur l'autre. Les Anglais cesseront leurs tentatives sur la Martinique le 14 juillet.
Le Quercy reprend des missions sur Cayenne et Pointe-à-Pitre, avant de rentrer à Fort-de-France pour y recevoir le 20 octobre, l'ordre de désarmer. Le débarquement de matériel est terminé le 15 novembre. Aux couleurs du soir, devant l'état-major et l'équipage militaire débarquant, l'état-major et l'équipage civil embarquant, la flamme de guerre est rentrée suivant le cérémonial réglementaire. Le capitaine de frégate Noël remet ensuite le bâtiment au capitaine au long cours Miault.

### Période 1941-1942
En décembre 1941, le Quercy fait mouvement de La Ciotat vers Toulon, où il vient s'amarrer au fond de la darse du Mourillon. L'équipage procède à l'embarquement de matériels et de vivres, puis à des exercices de tir en rade d'Hyères.
Le 3 janvier 1942 à 10 h 30, il appareille de Toulon avec les sous-marins Le Centaure et Bévéziers et passe le détroit de Gibraltar le lendemain à 10 h par forte mer et mauvaise visibilité. Il appareille de Casablanca avec le Bévéziers. Le 14 janvier, après avoir doublé le Cap-Vert, le cap Manuel et passé l'île de Gorée, le Quercy entre dans le port de Dakar en passant devant l'escadre stationnée depuis l'affrontement franco-anglais de septembre 1940. Il va s'amarrer au wharf du quai d'armement et le Bévéziers rejoint les autres sous-marins dans le bassin des torpilleurs.
Précédé de quelques semaines par le croiseur auxiliaire Victor Schœlcher rebaptisé Bougainville, le Quercy appareille de Dakar le 20 janvier pour Madagascar.
Le 24, a lieu le « baptême de la Ligne », cérémonie festive importante car la grande majorité des membres d'équipage passe la ligne équatoriale pour la première fois. La vigie annonce le char de Poséidon. Le pilote monte à la passerelle et demande si ce bateau désire entrer dans le royaume de Poséidon et si son équipage en accepte les règles. Les réponses étant affirmatives, apparaissent Poséidon, Amphitrite et deux demoiselles d'honneur. Poséidon se fait lire la liste des non-initiés, puis ordonne le baptême. Une piscine de quatre mètres de côté et d'un mètre de profondeur a été préparée à côté du panneau de cale arrière, avec un prélart fixé sur un cadre de bois. À tour de rôle, les postulants viennent s'asseoir sur une planche installée sur le panneau de cale. Un aide leur fait la toilette, c'est-à-dire qu'il leur projette une mousse épaisse sur la figure, puis la gratte grossièrement avec un grand rasoir en bois. À demi aveuglés, ils sont alors basculés dans la piscine où un autre aide leur maintient la tête sous l'eau ; une lance d'incendie les refoule lorsqu'ils tentent d'en sortir, jusqu'au moment où une autre victime y bascule à son tour. La cérémonie dure une bonne heure, puis Poséidon et sa cour se retirent en donnant au Quercy l'autorisation de continuer sa route.
Le Quercy passe loin au sud du cap de Bonne-Espérance pour éviter les mésaventures du D'Iberville et du D'Entrecasteaux qui ont été contraints de rebrousser chemin par les Britanniques. Le 12 février, après 29 jours de mer, il mouille devant Tamatave à Madagascar. Il effectue des rotations autour de l'île avec escales ou mouillages à Diego-Suarez, Fort Dauphin et Tuléar où il arrive le 9 mars ; il en repart le 22 pour rejoindre Dakar, où il arrivera la 20 avril.
Le 18 mai, le Quercy appareille de Dakar pour arriver à Port-Bouët le 23. Le 25 après la tombée de la nuit, il appareille, cap au sud, à la rencontre du sous-marin Le Glorieux et de l'aviso colonial D'Iberville, rescapés de la bataille de Madagascar. La rencontre a lieu le 5 juin au point Z, à mi-chemin entre Mossamédes (Angola) et l'île de Sainte-Hélène. Le Glorieux est ravitaillé en vivres et en mazout ; les trois navires arrivent à Dakar le 16 juin.

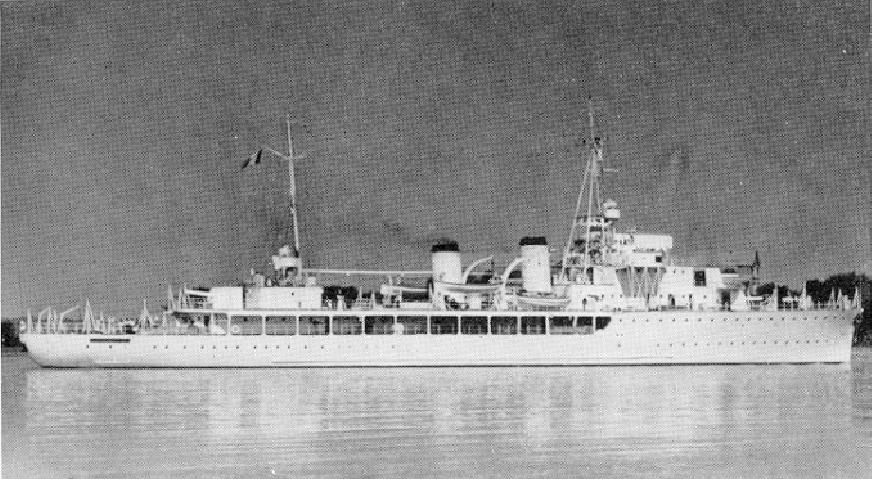
Aviso colonial D'Iberville
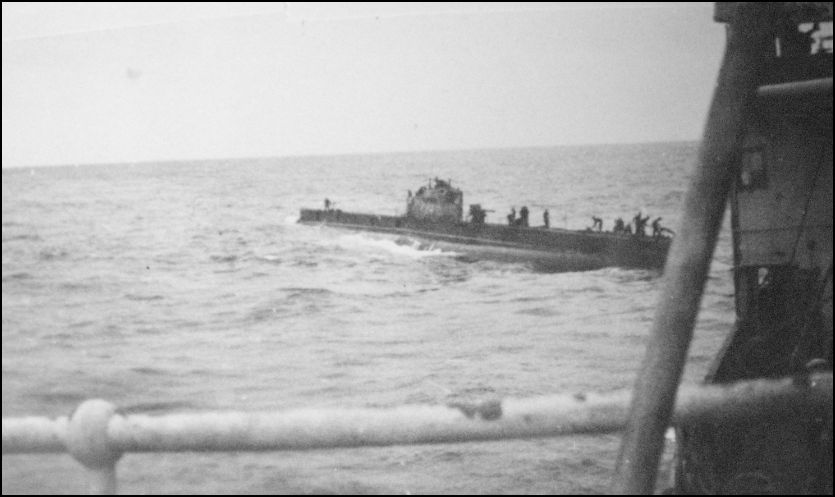
Ravitaillement du Glorieux en vivres et carburant, par le Quercy

Le 17 juillet, le Quercy appareille de Dakar avec le sous-marin Sidi-Ferruch, à la rencontre du pétrolier Nivôse, venant de Saïgon en passant au sud de la Nouvelle-Zélande. Pendant deux jours, le Quercy et le Sidi-Ferruch patrouillent entre les douzième et quatorzième parallèles, en essuyant constamment des grains et roulant bord sur bord ; le Sidi-Ferruch est néanmoins ravitaillé en carburant. Le 29 à 13 heures, au point exact de rencontre prévu (24°W-13°S), le Nivôse apparaît sur l'avant. Les trois bâtiments font route vers Dakar où ils arrivent le 5 août à 8 heures. Du 15 août au 21 septembre, le Quercy escorte des convois entre Dakar et Casablanca.
Par décision ministérielle du 21 septembre 1942, l'équipage reçoit un : « Témoignage collectif de satisfaction pour services exceptionnels rendus à bord du Quercy au cours de missions longues et périlleuses ».

### Période 1943
En janvier 1943, à Dakar, le Quercy passe en cale sèche pour un grand carénage ; en raison de la réduction de l'effectif, tout l'équipage restant doit participer aux travaux.

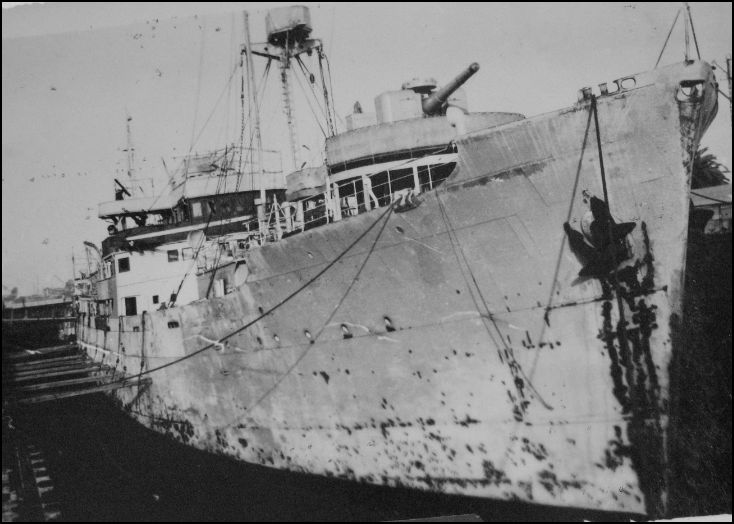
Le Quercy en cale sèche à Dakar, janvier 1943

Sous le commandement du capitaine de frégate Bluzet, le Quercy devenu Transport Armé X 1, effectue du 6 au 20 février, des rotations sur Conakry escorté par un aviso, pour transporter des recrues à Dakar. Le 7 à minuit, il évite deux torpilles signalées par un veilleur. Le 10 à 1 h 25, c'est l'escorteur qui échappe au torpillage.
Le 12 mai, le Quercy appareille de Dakar pour la Guyane. Il fait des escales aux îles du Salut, Saint-Laurent-du-Maroni et Paramaribo. Le 30, il embarque cinquante déportés politiques libérés et deux familles de fonctionnaires. Au troisième jour de mer, un des civils décède, il faut l'immerger. Le Quercy réduit son allure et un brancard sort de l'infirmerie, porté par deux matelots en tenue blanche no 1. Les deux tiers de l'équipage qui ne sont pas de veille sont réunis sur le panneau de cale arrière, sur la dunette et le spardeck. Le corps a été cousu dans un hamac, lesté d'une gueuse aux pieds. Du brancard, il est posé sur une planche en équilibre sur la lisse et maintenu par deux autres matelots. Le bâtiment stoppe. Le pavillon est amené. Tous les hommes se découvrent. Le commandant prononce quelques phrases d'adieu. La planche est inclinée vers l'extérieur. Le corps glisse et s'enfonce tout droit dans la mer. Tous se recouvrent. Le pavillon est hissé, et là-haut le chadburn est mis sur « Avant toute ».
Au mois de juillet, le Quercy effectue des rotations entre Freetown, Pointe-Noire, Douala et Lagos, puis quitte Dakar pour Casablanca, Gibraltar et la Méditerranée. Après des navettes entre les ports d'Algérie et Ajaccio, le Quercy arrive à Sidi-Abdallah le 15 décembre pour carénage et réparations.

### Période 1944-1945
Le Quercy appareille de Sidi-Abdallah le 11 mars 1944 pour Alger et Oran où il charge une cinquantaine de grosses barriques de vin, puis Gibraltar, où il est intégré dans un grand convoi interallié. Après des escales à Milford Haven et Cardiff où il laisse sa cargaison de vin, Southampton, Portsmouth, Cowes, Loch-Even, Edimburg-Methyl, il arrive à Hartlepool le 6 mai. Dans l'attente des événements qui se préparent, il reste inactif jusqu'au 16 juin, date à laquelle il reçoit l'ordre d'appareiller pour Greenock et Oran. Il effectue alors, sans discontinuer des rotations entre Oran, Alger, Ferryville, Ajaccio, Naples, Civitavechia et Propriano, pour arriver devant Saint-Tropez et Sainte-Maxime le 4 septembre.
Le 7 septembre à 16 h 20, pavillon à croix de Lorraine en tête de mât, le Quercy passe devant le fort de l'Éguillette, derrière deux petits dragueurs américains. C'est le premier navire de guerre français à rentrer à Toulon depuis novembre 1942. Il n'y reste que deux jours.
Il fera encore vingt-sept rotations en Méditerranée jusqu'au 20 avril 1945, date à laquelle il est indisponible à Marseille pour grandes réparations jusqu'au 3 septembre.
Après un voyage à Oran, il effectue une mission à Saïgon du 23 septembre 1945 au 12 janvier 1946.

### Période 1946
Rentré d'Extrême-Orient le 12 janvier 1946, le Quercy après une brève escale à Toulon, arrive à Marseille pour une période d'indisponibilité de trois semaines.
Sous le commandement du capitaine de corvette Colas des Francs, il appareille le 5 février pour la Corse et, jusqu'à la fin du trimestre, effectue plusieurs voyages en Méditerranée. Il mouille le 29 mars à Sidi-Abdallah. Le 3 avril, il appareille pour la Crète. À Héraklion le 4 avril, il embarque les trois détachements (français, anglais et américain) qui ont opéré dans l'île et les conduit à Athènes le 7 avril. Il y embarque la mission française et appareille pour Venise où il arrive le 13. Arrivé à Toulon, le 27, il y séjourne jusqu'au 21 mai. Après une rotation Toulon - Marseille - Alger - Sidi-Abdallah - Alger - Oran, il mouille à Toulon le 15 juin et en repart le 26 pour aller à Beyrouth. Le but de ce voyage est de coopérer à l'évacuation de la Syrie et du Liban.
Au cours du troisième trimestre 1946, le Quercy poursuit ses missions de transport, effectuant plusieurs voyages en Méditerranée. Il séjourne à Brest du 20 octobre au 15 novembre. Le 16 il est à Lorient où il embarque du matériel à destination d'Afrique du Nord. Il séjourne à Beyrouth du 12 au 18 décembre pour y charger du matériel appartenant à l'Armée et arrive à Marseille le 30 décembre.
Au cours de la seule année 1946, le Quercy parcourut 26 843 milles et effectua 127 manœuvres de port.

### Derniers voyages, 1947-1965
Rendu à la Compagnie générale transatlantique le 21 janvier 1947, le Quercy reprend son service sur les Antilles le 21 mai 1948, après remise en état.
Vendu le 13 décembre 1955 à Volusia Steamhip Co, il est renommé Artic Reefer sous pavillon libérien. Cédé à Artic Steamship Co Liberia, il conserve son nom.
Le 9 mars 1965, il s'échoue sur l'une des îles de l'archipel de San Andrés, Providencia et Santa Catalina, 250 miles au nord du canal de Panama, lors d'un voyage de l'Équateur vers les États-Unis. Il est remis à flot et remorqué à Mobile pour réparations au chantier Alabama Dry Qock & S. E. Corps où il est gravement endommagé par un incendie le 25 août 1965. Déclaré « perte totale », il est vendu pour démolition à Pinto metals Inc. à Mobile.